# 龙州蛇根草
龙州蛇根草（学名：Ophiorrhiza longzhouensis）是茜草科蛇根草属的植物，为中国的特有植物。分布于中国大陆的广西等地，生长于海拔500米至700米的地区，常生长在林下水旁，目前尚未由人工引种栽培。
其种加词“longzhouensis”意为“广西龙州县的”。
现接受名为广州蛇根草（Ophiorrhiza cantonensis Hance, 1862）。